# Ori Gordin

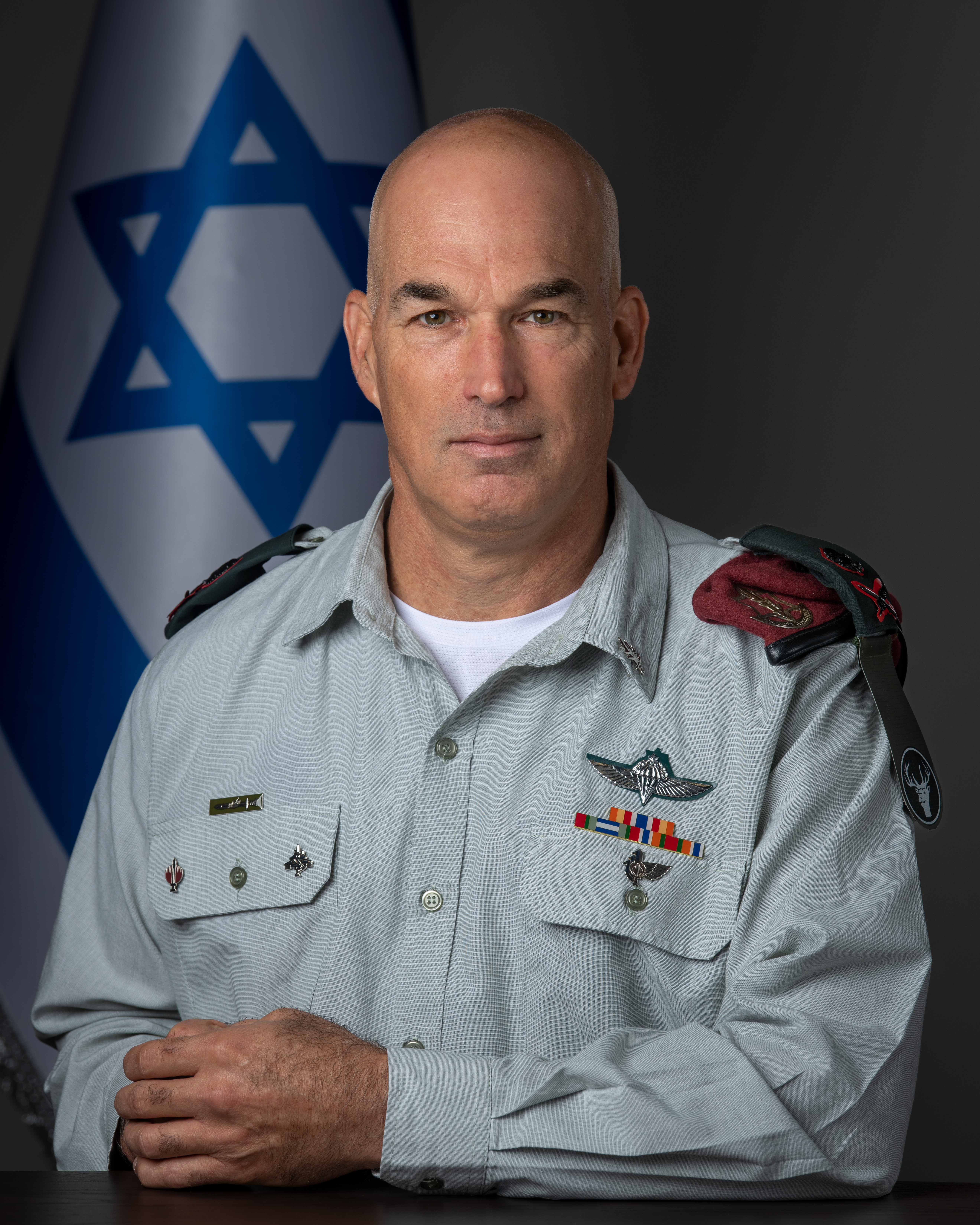
Ori Gordin (2023)

Ori Gordin (hebräisch אורי גורדין; * 15. Juli 1969 in San Diego, Vereinigte Staaten) ist seit September 2022 im Range eines Generalmajors Kommandeur des Nordkommandos der Israelischen Streitkräfte (IDF). Zuvor war er ab Mai 2022 Leiter des Heimatfront-Kommandos und davor unter anderem Kommandeur der Nachal-Brigade und der Sajeret Matkal.

## Werdegang
Gordin trat im November 1988 in die IDF-Spezialeinheit Sajeret Matkal ein und diente dort die folgenden 22 Jahre. Er absolvierte den Ausbildungskurs unter Mosche Jaalon und den Offizierslehrgang, ehe er als Ausbilder zurückkehrte und dabei unter anderem den späteren Ministerpräsidenten Naftali Bennett kommandierte. Er stieg vom Zugskommandeur zum stellvertretenden Kommandeur der Einheit auf und fungierte zwischenzeitlich auch als Stabsoffizier in der Nachrichtendienstdirektion, wo er hauptsächlich an der Planung der Aktivitäten der Einheit beteiligt war. Im November 2006 wurde Gordin von Generalstabschef Dan Chalutz und dem Leiter des Militärgeheimdienstdirektorats, Amos Yadlin, zum designierten Kommandeur von Sajeret Matkal ernannt und führte den Verband anschließend von 2007 bis 2010. Gordin wurde noch 2009, aufgrund seiner erbrachten Leistungen, als bislang erster Kommandeur der Einheit zum Oberstleutnant befördert. Zum Abschluss seines Kommandos 2010 wurde Sajeret Matkal von Generalstabschef Gabi Aschkenasi mit der Belobigungsmedaille ausgezeichnet. Bis auf seine Teilnahme am Libanonkrieg 2006 wurden aufgrund der militärischen Geheimhaltung keine weiteren Informationen über das Wirken Gordins veröffentlicht.
Nachdem er ab 2011 eine Reservebrigade befehligt hatte, wurde er im Oktober 2013 von Generalstabschef Benny Gantz zum designierten Kommandeur der Nachal-Brigade ernannt, wobei er auf diesem Posten von Verteidigungsminister Mosche Jaalon bestätigt wurde, unter dessen Kommando er seinen Ausbildungskurs bei Sajeret Matkal abgeschlossen hatte. Er übernahm das Kommando im Mai 2014 und ersetzte in dieser Funktion Yehuda Fox, der zum Leiter des Fallschirmjäger- und Infanteriekorps ernannt wurde. Im Juli 2015 übernahm er als Brigadegeneral die Führung der aus Kommando- und Fallschirmjägereinheiten bestehenden 98. Division „Ha-Esh“ von seinem Vorgänger Amir Baram.
Im Februar 2020 genehmigte Verteidigungsminister Naftali Bennett die Ernennung von Gordin zum neuen Leiter des Heimatfront-Kommandos und ersetzte in dieser Funktion ab Mai 2020 Tamir Yadai, der wiederum zum Kommandeur des IDF-Zentralkommandos berufen wurde. In seiner folgenden Tätigkeit war er unter anderem für den Ausbau eines Netzwerks von Frühwarnsystemen und Schutzräumen für den Fall von Raketenangriffen, sowie die militärische Taskforce zur Eindämmung der COVID-19-Pandemie in Israel verantwortlich.
Im Mai 2022 genehmigte Verteidigungsminister Benny Gantz die Ernennung von Ori Gordin zum nächsten Kommandeur des für die Grenzen zum Libanon und Syrien zuständigen IDF-Nordkommandos. Sein Amtsantritt erfolgte am 19. September 2022, wobei er in dieser Funktion Amir Baram ablöste, der zum stellvertretenden IDF-Generalstabschef befördert wurde. Sein Nachfolger als Leiter des Heimatfront-Kommandos wurde Rafi Milo. In die folgende Amtszeit Gordins fielen die Kämpfe mit der libanesischen Hisbollah ab dem 8. Oktober 2023, die Israelische Bodenoffensive im Südlibanon ab 30. September 2024 und die Besetzung des auf der syrischen Seite gelegenen Gipfel des Hermon sowie der entmilitarisierten Pufferzone in Südsyrien nach dem Sturz des syrischen Machthabers Baschar al-Assad ab 8. Dezember 2024.

## Sonstiges
Gordin wurde im kalifornischen San Diego geboren, wo seine Eltern während ihres Studiums lebten. Er hat eine ältere Schwester und einen jüngeren Bruder. Sein Vater Hillel Gordin war als Leiter des Nationalen Zentrums für Marikultur in Eilat einer der führenden Persönlichkeiten der Meereskunde und Aquakultur in Israel, seine Mutter Rachel arbeitete als Lehrerin. Er kam erst im Alter von zwei Jahren nach Israel und wuchs im Kibbuz Jotvata auf, ehe er später in den Moschav Sitria bei Rechovot zog. Der verheiratete Vater von drei Kindern besitzt einen Bachelor in Elektrotechnik der Universität Tel Aviv und erwarb als Wexner Fellow einen Master-Abschluss in Öffentlicher Verwaltung an der Harvard Kennedy School in Cambridge.
Am 1. November 2024 wurde Gordin bei einem Verkehrsunfall im Südlibanon leicht verletzt und konnte nach einem kurzen Krankenhausaufenthalt seine Arbeit wieder aufnehmen.